# Przemysław Gosiewski
Przemysław Edgar Gosiewski (), né le 12 mai 1964 à Słupsk en Pologne, mort le 10 avril 2010 dans la catastrophe aérienne de Smolensk en Russie, est un homme politique, député et ministre polonais. Il a notamment été vice-président du conseil des ministres et président du groupe parlementaire Droit et justice (PiS) à la Diète.

## Biographie
Ancien élève du lycée Stefan Żeromski de Darłowo, Przemysław Gosiewski étudie au département Droit et Administration de l'université de Gdańsk entre 1983 et 1989. Il obtient sa maîtrise en 1997. 
Il participe durant ses études au mouvement d'opposition au régime communiste : il rejoint en 1984 l'organisation indépendante des étudiants (NZS) avant de prendre part à la grève des étudiants de 1988. À l'université de Gdańsk, il compte parmi ses professeurs Lech Kaczyński, et à partir de 1989 il collabore avec Jarosław Kaczyński, le frère de Lech.
En 1989, Lech Kaczyński, alors vice-président de Solidarność, le recrute au sein du comité national du syndicat : il devient responsable des relations avec les régions, poste qu'il occupe jusqu'en 1991.
Aux côtés des frères Kaczyński, il participe à la création du parti Porozumienie Centrum. Dans les années 1991 à 1999, il est secrétaire au comité central du parti, et en 1992-1993, directeur de cabinet du député Adam Glapiński.
Dans les années 1990, il est actif au sein de la banque coopérative
SKOK. Entre 1993 et 1995, il travaille comme spécialiste à la direction de l'association des banques coopératives polonaises (FPZK).
Aux élections présidentielles de 1995, il fait partie de l'équipe de campagne de Lech Kaczyński, qui finit toutefois par se désister. Cette même année, il commence à travailler pour la société Srebrna, dirigée par Jarosław Kaczyński, où il a pour collègues d'autres membres du parti Porozumienie Centrum, tels qu'Adam Lipiński et Wojciech Jasiński. Il rejoint la rédaction du magazine Nowe Państwo, publié par Srebrna. Dans les années 1998-2001, il siège à la diétine de la voïvodie de Mazovie sous les couleurs de l'alliance électorale Solidarité. Dans la période 2000-2001, il est conseiller de Lech Kaczyński, qui occupe alors le poste de ministre de la Justice.
En 2001, il rejoint le parti Droit et justice (PiS), dont il organise la structure dans la voïvodie de Sainte-Croix. Il est élu député pour la première fois au sein de la quatrième Diète (2001-2005). Il devient alors membre de différentes commissions parlementaires : la commission sur la défense nationale, la commission sur la justice et les droits de l'homme, ou encore la commission d'enquête sur la privatisation de la PZU. Aux élections législatives de septembre 2005, il est réélu dans la circonscription de Kielce. Entre le 3 novembre 2005 et le 19 juillet 2006, il est président du groupe parlementaire PiS.
Du 14 juillet 2006 au 16 novembre 2007, il occupe les fonctions de ministre sans portefeuille, président du comité permanent du conseil des ministres, dans le cabinet Kaczyński. Du 8 mai 2007 au 7 septembre 2007, et du 11 septembre 2007 au 16 novembre 2007, il est l'un des vice-présidents du conseil des ministres. Entre ces deux périodes, il est secrétaire d'état à la chancellerie.
Au scrutin législatif d'octobre 2007, il obtient le meilleur résultat individuel et est élu dans la circonscription de Kielce avec 138 405 suffrages exprimés. Le 13 novembre de la même année, il retrouve ses fonctions de président du groupe parlementaire PiS. Il en démissionne en janvier 2010 pour devenir l'un des vice-présidents du PiS.
Le 10 avril 2010, il est l'une des 96 victimes de la catastrophe aérienne de Smolensk en Russie
. Il est enterré le 21 avril au pied du monument aux victimes de la catastrophe dans le cimetière militaire de Powązki à Varsovie.

## Hommages posthumes
Le 16 avril 2010, Przemysław Gosiewski est décoré de la croix de Commandeur avec étoile de l'ordre Polonia Restituta. Le 29 avril, le conseil municipal d'Ostrowiec Świętokrzyski lui décerne le titre de citoyen d'honneur de la ville.
Six mois après sa mort, une salle du souvenir est ouverte en son honneur dans le village de Kołaki Kościelne. Y sont exposés des photographies, divers documents liés à ses activités politiques et un livre de condoléances. Ce mémorial, situé dans la ferme familiale, a été financé par les proches du défunt.
Des plaques commémoratives sont inaugurées à sa mémoire à la basilique cathédrale de Kielce, à l'église Saint-Maximilien-Kolbe de Darłowo ainsi qu'à Końskie.

## Vie privée
Przemysław Gosiewski passe son enfance à Darłowo, et bien que vivant à Varsovie, il continue à être rattaché à Darłowo sur les listes électorales.
Son père Jan Gosiewski est professeur d'histoire et membre du Parti ouvrier unifié polonais. Sa mère Jadwiga Gosiewska, née Czarnołęska, est quant à elle pédiatre. En 2006, elle est candidate à l'élection du conseil du powiat de Sławno.
Przemysław Gosiewski se marie deux fois. Avec sa première épouse Małgorzata, elle-même parlementaire au sein de la Diète polonaise, il a un fils, Eryk. Deux autres enfants, Kinga et Miłosz, naissent de son union avec sa deuxième épouse, Beata.